# Mike Hailwood
Michael Stanley Bailey Hailwood, MBE (2. dubna 1940 Great Milton – 23. března 1981 Birmingham) byl britský motocyklový a automobilový závodník, známý pod přezdívkou Mike the Bike.
Pocházel z rodiny zámožného obchodníka s motocykly, studoval Pangbourne College pro námořní důstojníky, kterou však nedokončil a od sedmnácti let byl profesionálním jezdcem. Od roku 1958 startoval v mistrovství světa silničních motocyklů a získal devět titulů: v kubatuře do 250cc v letech 1961, 1966 a 1967, v kubatuře do 350cc 1966 a 1967 a v kubatuře do 500cc v letech 1962, 1963, 1964 a 1965. Celkově vyhrál 76 mistrovských závodů a v 79 zajel nejrychlejší kolo. Čtrnáctkrát vyhrál závod Tourist Trophy na ostrově Man. Byl třetí na 24 hodin Le Mans 1969 a spolu s Derekem Bellem vyhrál 1000 kilometrů Spa-Francorchamps v roce 1973. V letech 1963–1965 a 1971–1974 odjel padesát závodů Formule 1, nejlepším výsledkem bylo druhé místo na Velké ceně Itálie 1972 na voze Surtees, v roce 1972 skončil také nejlépe v celkovém pořadí, když byl se 13 body osmý. Vyhrál mistrovství Evropy Formule 2 1972.
Byl populární pro svou přátelskou povahu i bohémský styl života. V roce 1973 zachránil po havárii na Velké ceně Jihoafrické republiky v Kyalami život Clayovi Regazzonimu, za tento čin obdržel vyznamenání George Medal. Spolu s Murray Walkerem vydal knihu The Art of Motorcycle Racing.
Zemřel při dopravní nehodě v roce 1981. Po jeho smrti byla část trasy Tourist Trophy pojmenována na jeho počest Hailwood Heights. V roce 2001 byl uveden do Mezinárodní síně slávy motoristického sportu. Také mu byla udělena Segrave Trophy.